# أندرو مكارثي
أندرو مكارثي (بالإنجليزية: Andrew McCarthy) هو منتج أفلام وكاتب سيناريو ومخرج وممثل أمريكي، ولد في 29 نوفمبر 1962 بنيويورك في الولايات المتحدة.

## أعمال

### أفلام
- (2008) سجلات سبايدرويك[4]

## وصلات خارجية
- أندرو مكارثي على موقع IMDb (الإنجليزية)
- أندرو مكارثي على موقع ألو سيني (الفرنسية)
- أندرو مكارثي على موقع ميوزك برينز (الإنجليزية)
- أندرو مكارثي على موقع أول موفي (الإنجليزية)
- أندرو مكارثي على موقع قاعدة بيانات برودواي على الإنترنت (الإنجليزية)
- أندرو مكارثي على موقع قاعدة بيانات الأفلام السويدية (السويدية)
- أندرو مكارثي على موقع إن إن دي بي (الإنجليزية)
- أندرو مكارثي على موقع قاعدة بيانات الفيلم (الإنجليزية)
- أندرو مكارثي على موقع كينوبويسك (الروسية)